# Шебаршин, Алексей Леонидович
Алексе́й Леони́дович Шебарши́н (род. 9 июля 1959, Москва) — российский дипломат. Чрезвычайный и полномочный посол (2019).

## Биография
Алексей Леонидович — сын руководителя советской внешней разведки Леонида Владимировича Шебаршина (1935—2012) и Нины Васильевны Пушкиной (1934—2005). Окончил Московский государственный институт международных отношений (МГИМО) МИД СССР (1982). Владеет английским и хинди языками. На дипломатической службе с 1982 года. 
С 1998 по 2001 год — советник-посланник Посольства России в Индии.
С 2001 по 2004 год — заместитель директора Третьего департамента Азии МИД России и ответственный секретарь Межведомственной комиссии по Афганистану по совместительству.
С 19 января 2005 по 27 августа 2008 года — чрезвычайный и полномочный посол Российской Федерации в Шри-Ланке и Мальдивской Республике по совместительству.
С 2008 по 2011 год — заместитель директора Второго департамента Азии МИД России.
С августа 2011 по май 2017 года — заместитель директора филиала «Газпром ЭП Интэршенл Сервисиз Б.В.» по связям с государственными организациями и международному сотрудничеству.
С 20 апреля 2018 по 27 декабря 2024 года — чрезвычайный и полномочный посол Российской Федерации в Нигерии.

## Дипломатический ранг
- Чрезвычайный и полномочный посланник 2 класса (18 февраля 2002)[6].
- Чрезвычайный и полномочный посланник 1 класса (6 марта 2007)[7][1].
- Чрезвычайный и полномочный посол (11 июня 2019)[8].

## Награды
- Медаль ордена «За заслуги перед Отечеством» II степени (17 июля 2025 года) — за вклад в реализацию внешнеполитического курса Российской Федерации и многолетнюю добросовестную дипломатическую службу[9]